# 기술보증기금
기술보증기금(技術保證基金)은 기술 혁신형 기업에 기술 보증 및 기술 평가를 중점지원하여 기업의 기술 경쟁력을 제고하고 나아가 대한민국 경제의 지속적인 성장 동력 창출의 일익을 담당하기 위하여 설립된 중소벤처기업부 산하 기금관리형 준정부기관(기술금융 전문지원기관)이다. 부산광역시 남구 문현금융로 33 (문현금융단지 내)에 위치하고 있다.

## 설립 근거
- 기술보증기금법[2]

## 연혁
- 1989년 4월 기술신용보증기금 설립
- 1994년 2월 기술우대보증제도 시행
- 1997년 3월 대한민국 최초로 기술평가센터 개소
- 1999년 2월 기술평가보증제도 시행
- 2002년 4월 벤처투자보증제도 시행
- 2005년 4월 중앙기술평가원 개원
- 2005년 9월 부산으로 본점 통합이전
- 2006년 6월 벤처기업 확인기관 선정
- 2008년 1월 전 지점을 기술평가센터로 전환
- 2011년 4월 문현국제금융단지 내 본사 입주
- 2012년 6월 보증연계투자 업무 법제화
- 2014년 6월 공공기관 최초 기술신용평가기관(TCB) 선정
- 2016년 3월 '기술신용보증기금'을 '기술보증기금'으로 명칭을 변경하는 법률이 국회에서 통과됨[3]

## 주요 업무
- 기술보증
- 기술평가
- 보증연계투자
- 유동화회사보증(P-CBO)
- 기업에 대한 기술지도 및 경영지도
- 구상권 행사
- 신용보증제도의 조사ㆍ연구

## 조직
- 이사회
- 운영위원회
- 감사
  - 감사실

### 이사장

#### 전무이사

##### 상임이사
- 비서실

| - 성과평가실 - 자산운용실 | - 윤리경영실 - 인재개발원 | 기술보증부 | 기술평가부 | - 창업진흥실 | 재기지원부 | - 안전관리관 | ICT운영부 | 리스크관리실 | 홍보실 |

## 소속기관
- 벤처혁신연구소
- 중앙기술평가원[4]
- 지식재산공제센터[5]

### 지역본부
| - 서울지점 - 강남지점 - 구로지점 - 송파지점 - 서초지점 - 종로지점 - 가산지점 - 의정부지점 - 일산지점 - 서울동부기술혁신센터 - 서울서부기술혁신센터 - 서울문화콘텐츠금융센터 - 벤처투자센터 - 서울동부회생관리센터 - 서울서부회생관리센터 - 소셜벤처가치평가센터 | - 인천지점 - 부천지점 - 부평지점 - 인천중앙지점 - 시화지점 - 김포지점 - 인천기술혁신센터 - 인천회생관리센터 | - 용인지점 - 수원지점 - 성남지점 - 안양지점 - 안산지점 - 평택지점 - 화성지점 - 화성동지점 - 오산지점 - 판교지점 - 원주지점 - 춘천지점 - 강릉지점 - 경기기술혁신센터 - 경기문화콘텐츠금융센터 - 수원회생관리센터 | - 대전지점 - 청주지점 - 천안지점 - 충주지점 - 대전동지점 - 아산지점 - 진천지점 - 세종지점 - 대전기술혁신센터 - 대전회생관리센터 - 대전문화콘텐츠금융센터 | - 대구지점 - 대구서지점 - 대구북지점 - 달성지점 - 구미지점 - 포항지점 - 경산지점 - 대구기술혁신센터 - 대구회생관리센터 | - 부산지점 - 사상지점 - 동래지점 - 사하지점 - 녹산지점 - 창원지점 - 울산지점 - 진주지점 - 김해지점 - 양산지점 - 마산지점 - 부산기술혁신센터 - 부산문화콘텐츠금융센터 - 부산회생관리센터 | - 광주지점 - 광주지점 제주영업소 - 익산지점 - 군산영업소 - 순천지점 - 목포지점 - 전주지점 - 광주서지점 - 광주기술혁신센터 - 광주북기술평가센터 - 광주회생관리센터 |

## 같이 보기
- 신용보증기금
- 한국해양보증
- SGI서울보증
- 주택도시보증공사
- 신용보증재단중앙회
- 한국종합기술금융